# Папирус 7Q5

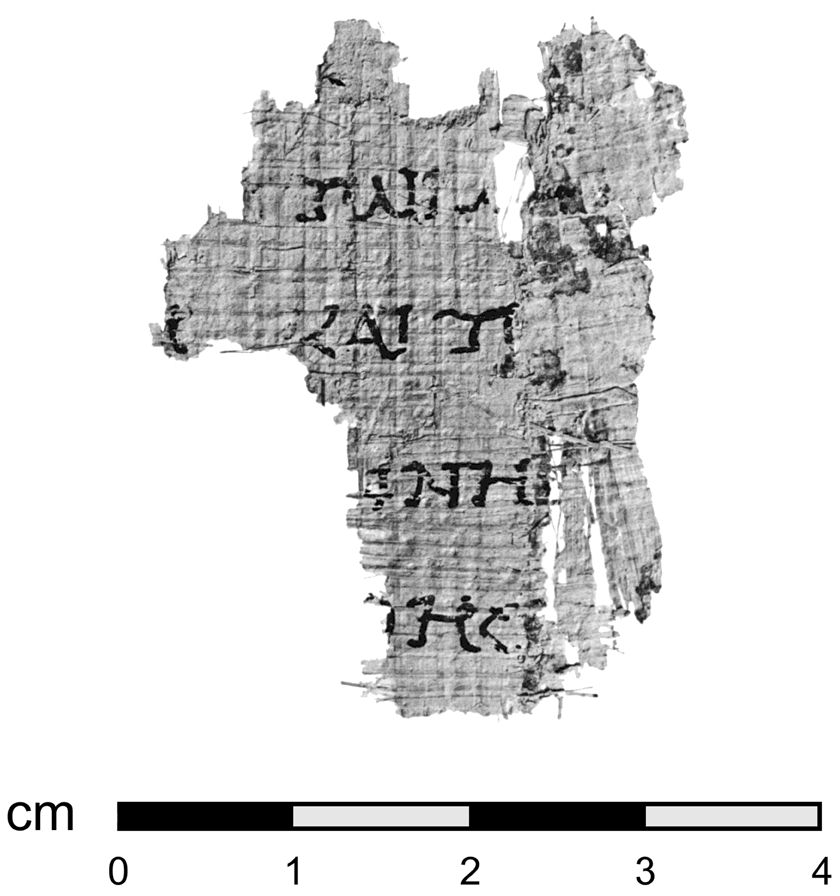
Полная версия 5 папируса из 7 пещеры Кумранской общины

Папирус 7Q5 — один из свитков Кумранских рукописей. Представляет собой небольшой фрагмент папируса на древнегреческом языке, обнаруженный в 7 пещере Кумрана. Утверждалось, что на основании стиля письма папируса, датировать рукописный памятник можно промежутком времени между 50 г. до н. э. и 50 г. н. э.  
Испанский папиролог Хосе О’Каллаган в 1972 году в своей работе «¿Papiros neotestamentarios en la cueva 7 de Qumrân?» («Папирус Нового Завета в 7 Пещере Кумрана?») выдвинул гипотезу о том, что данный папирус является древнейшим списком Евангелия от Марка. В 1986 году немецкий ученый Карстен Петер Тиде издал работу «Die älteste Evangelien-Handschrift?: Das Markus-Fragment von Qumran und die Anfänge der schriftlichen Überlieferung des Neuen Testaments», в которой развил идею о возможности идентифицировать папирус как старейший вариант Евангелия от Марка. 
При этом, гипотеза о том, что папирус с номером 7Q5 содержит отрывок 6:52-53 Евангелия от Марка, большинством современных исследователей считается несостоятельной и «практически повсеместно отвергнута».